# Abbaye Sainte-Marie de la Pierre-qui-Vire
Pour les articles homonymes, voir Pierre-qui-Vire.
L'abbaye Sainte-Marie-de-la-Pierre-qui-Vire située sur le territoire de la commune de Saint-Léger-Vauban, dans le département de l'Yonne, est une abbaye bénédictine fondée en 1850 par le révérend père Jean-Baptiste Muard.
La communauté est située dans le nord du Morvan, dans le sud du département de l'Yonne ; elle est établie dans un site sauvage et boisé, sur une rive du Trinquelin, petit torrent qui court entre des rochers granitiques.
Le nom du lieu-dit, « la Pierre-qui-Vire », provient d'une caractéristique naturelle, à savoir une roche qui, posée sur une autre, pouvait être mise en mouvement par une simple pression humaine. Aujourd'hui scellée la roche est surmontée d'une statue de la Vierge Marie.
La renommée de l'abbaye est due en partie à la qualité des éditions Zodiaque, fondées en 1951 et spécialisées dans l'art roman, dont les volumes ont été fabriqués à l'imprimerie intégrée à l'abbaye jusqu'au début des années 2000.

## Historique

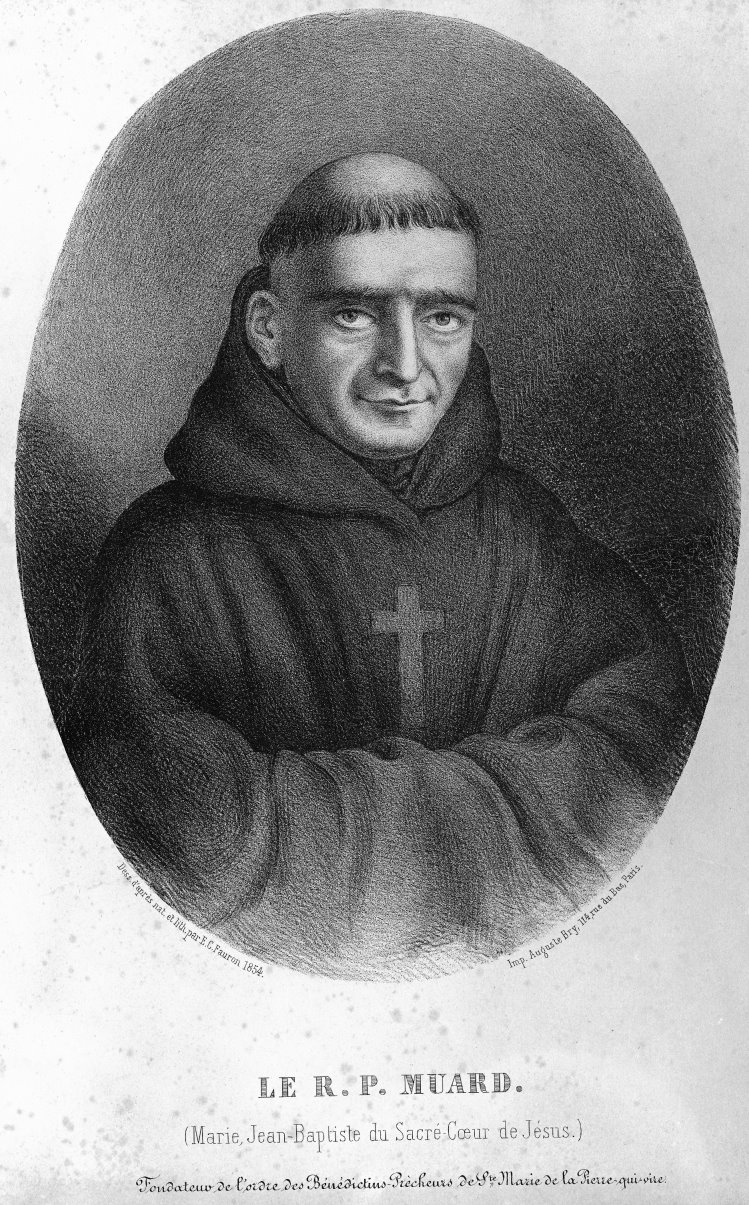
Le père Muard.

Le congrégation est fondé le 3 octobre 1850 par Jean-Baptiste Muard, prêtre du diocèse de Sens. Désireux de fonder une communauté religieuse, il découvre la règle de saint Benoît lors d'un voyage à Subiaco (Italie). Saisi par l'équilibre de vie qu'elle propose entre travail et prière, il rentre en France en 1848 avec ses deux premiers compagnons et effectue son noviciat monastique à la trappe d'Aiguebelle. En 1850, il installe la communauté Sainte Marie de la Pierre qui vire dans les forêts du Morvan, dans un domaine de 6 ha donné par la famille de Chastellux, au lieu-dit « la Pierre-qui-Vire » sur lequel il fonde initialement un monastère.
En octobre 1853, une statue monumentale de la Vierge est inaugurée sur le site.
Le père Muard meurt le 19 juin 1854, à l'âge de quarante-cinq ans.
En 1857, le projet de l'érection d'un bâtiment grandiose est initié.
Une vingtaine de frères compose alors la communauté qui connaît une rapide expansion. En 1859, elle s'agrège à l'ordre bénédictin (congrégation de Subiaco).
La politique de suppression des congrégations menée par la IIIe République contraint la communauté à l'exil en 1880, puis en 1904. Elle ne retrouve son monastère qu'après la Première Guerre mondiale, en 1921, et ne l'a plus quitté depuis.
De 1954 à 1957, l'un des moines de la communauté, le frère Thomas, entretient une riche correspondance spirituelle avec Jacques Fesch, condamné à mort, devenu un mystique chrétien, dont les lettres paraîtront dès 1971 sous le titre Lumière sur l'échafaud.  
Au cours du XXe siècle, outre l'édition, la ferme et l'hydroélectricité, l'abbaye a eu différentes activités :
- un des moines Frère Yves (Pierre De Vitry) réalise des peintures et des fresques[4] ;
- un moine, Frère Yvan[5], est potier.

L'édification des bâtiments s'étend de 1850 à 1953, mettant la communauté en difficulté financière. L'église, consacrée en 1871, est profondément remaniée en 1992. En 2006 et 2007, des travaux importants sont menés pour mettre aux normes l'hôtellerie qui datait de 1952.
En 2018, la communauté comprend 35 moines partageant leur temps entre la prière, l'accueil et le travail.

## Liste des abbés
- 1844-1850 : Camille Cellier
- 1850-1854 : Marie-Jean-Baptiste Muard
- 1854-1884 : Bernard Moreau
- 1884-1904 : Étienne Denis
- 1904-1925 : Léandre Lemoine
- 1925-1948 : Fulbert Gloriès
- 1948-1952 : Placide de Roton
- 1952-1978 : Denis Huerre
- 1978-2002 : Damase Duvillier
- Depuis 2002 : Luc Cornuau

## La Pierre-qui-Vire aujourd'hui
Une abbaye est par vocation un lieu de prière. C'est aussi un lieu de travail, en particulier dans le cas d'une abbaye bénédictine ou cistercienne. La formule « Ora et labora », issue de la règle de saint Benoît, résume bien les prescriptions qui prônent l'alternance harmonieuse de la prière et du travail, outre que celui-ci permette à la communauté de subvenir à ses besoins : 

« Les moines seront vraiment moines s'ils vivent du travail de leurs mains. »

### L'hôtellerie

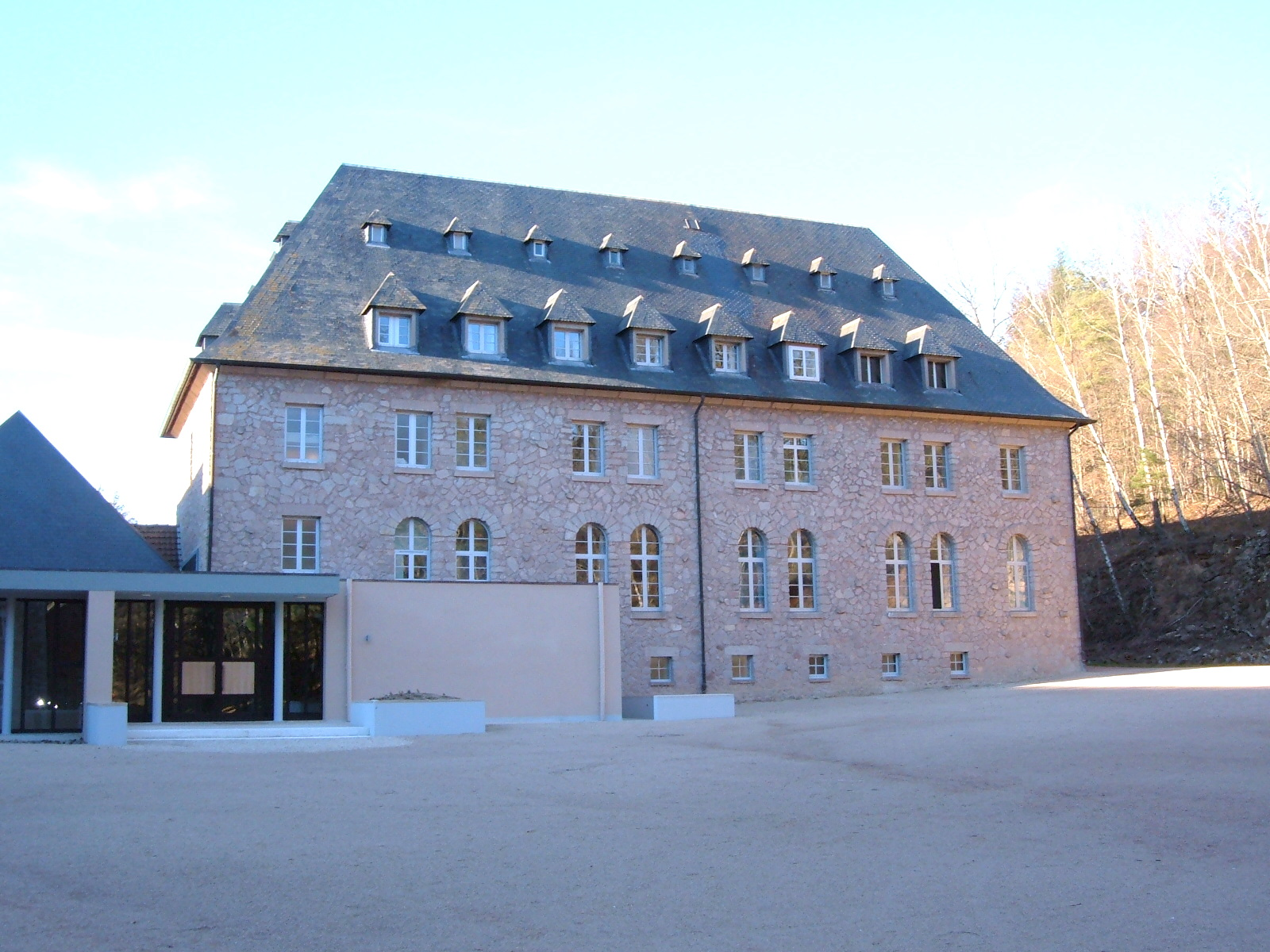
L'hôtellerie.

L'hospitalité tient une place de premier rang dans la règle de saint Benoît : « Tous les hôtes seront reçus comme le Christ. » Les moines de la Pierre-qui-Vire accueillent ainsi au long de l'année (sauf en janvier) tous ceux qui en font la demande. L'hôtellerie leur permet de recevoir une cinquantaine de retraitants, y compris des familles et des groupes.

### L'imprimerie et la librairie
En 1951, des moines de l'abbaye fondent, sous la direction de dom Surchamp, une collection d'art : les éditions Zodiaque. Parallèlement à l'activité d'édition, ils installent une imprimerie dans un bâtiment. Celle-ci fonctionnera jusqu'au début des années 2000. Devant les difficultés et le coût d'une modernisation devenue nécessaire, les frères décident de vendre les éditions en 2000.
Un bâtiment de l'abbaye abrite une librairie qui propose des ouvrages de foi et de spiritualité, ainsi que des produits de l'artisanat monastique et des fromages de la ferme. Dans le même bâtiment, une exposition retrace l'histoire du monachisme et de la règle de saint Benoît. Elle présente la fondation de l'abbaye et permet une approche de la vie monastique.

### La ferme de l'abbaye

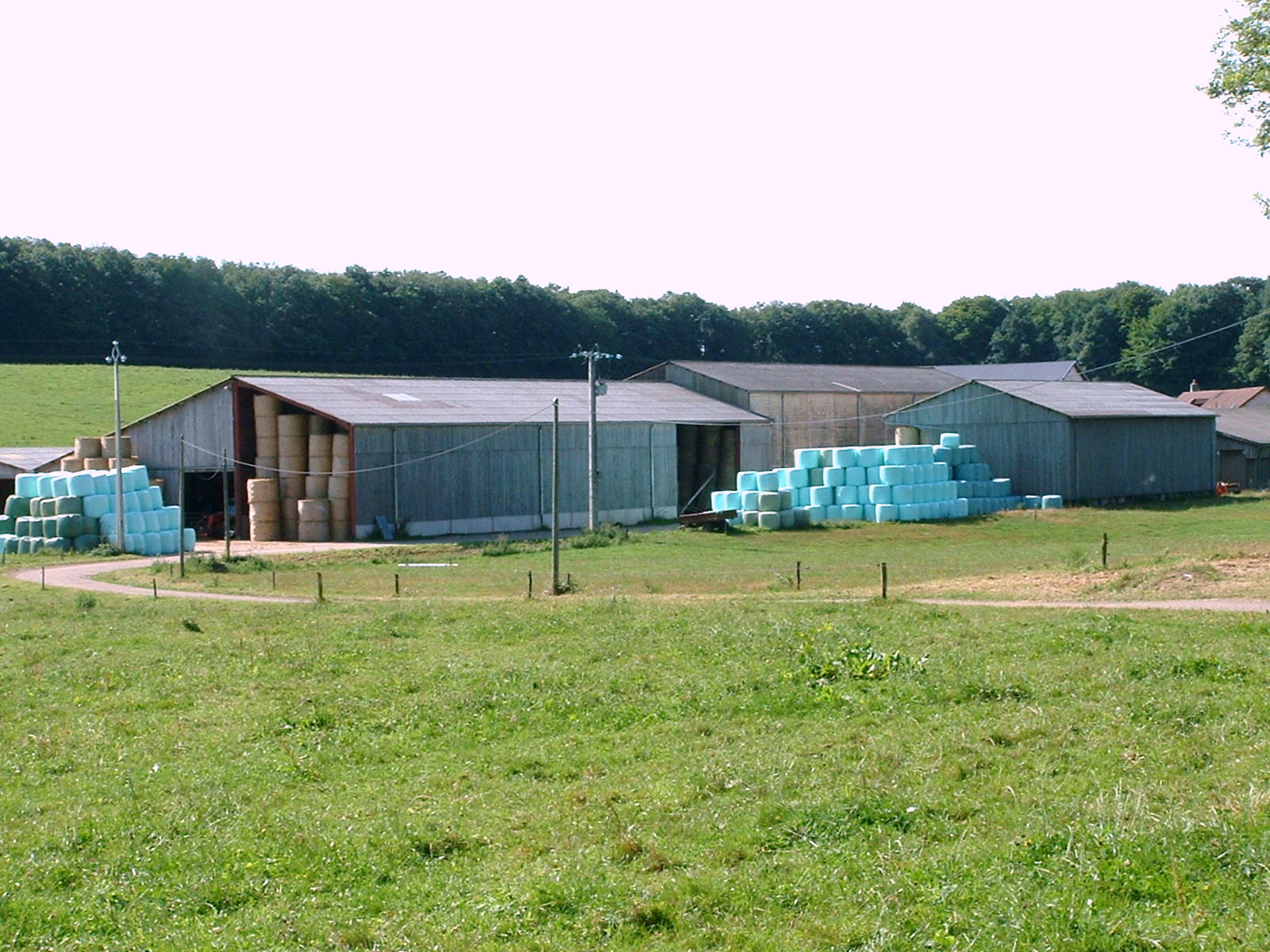
La ferme.

En 1938, une ferme proche de l'abbaye est achetée afin d'être exploitée par les moines. À la fin des années 1950, l'abbaye se rallie à l'Institut national de la recherche agronomique. La ferme pratique alors l'agriculture intensive, et compense la pauvreté des sols par l'apport massif d'engrais et de fertilisants chimiques. En 1965, l'abbaye met fin à sa collaboration avec l'INRA et se tourne vers l'agriculture biologique. À partir des années 1980, la ferme adhère à la marque Bio-Bourgogne et se spécialise dans les fromages de lait de vache (proches du fromage d'Époisses) et, depuis 1994, dans les fromages de chèvre.
En 1988, la ferme est confiée à un couple d'agriculteurs, afin de poursuivre la modernisation.
Aujourd'hui, la ferme est rentable et fait vivre quatre familles. Six mille boulettes de la Pierre-qui-Vire sont fabriquées chaque mois, leur nom est désormais une marque déposée. Les fromages sont labellisés « AB » (agriculture biologique).
En juin 2019, la ferme fête les 50 ans de sa conversion à l'Agriculture Biologique, en partenariat avec le Gaby et Bio-Bourgogne, en organisant une porte ouverte.

### La centrale hydroélectrique
Deux turbines de 220 kW et de 200 kW ont été installées en 1965 et 1970, utilisant un canal d'amenée semi-enterré de 2 000 litres par seconde avec une chute de 31 mètres, creusé par les moines,.

### Photos

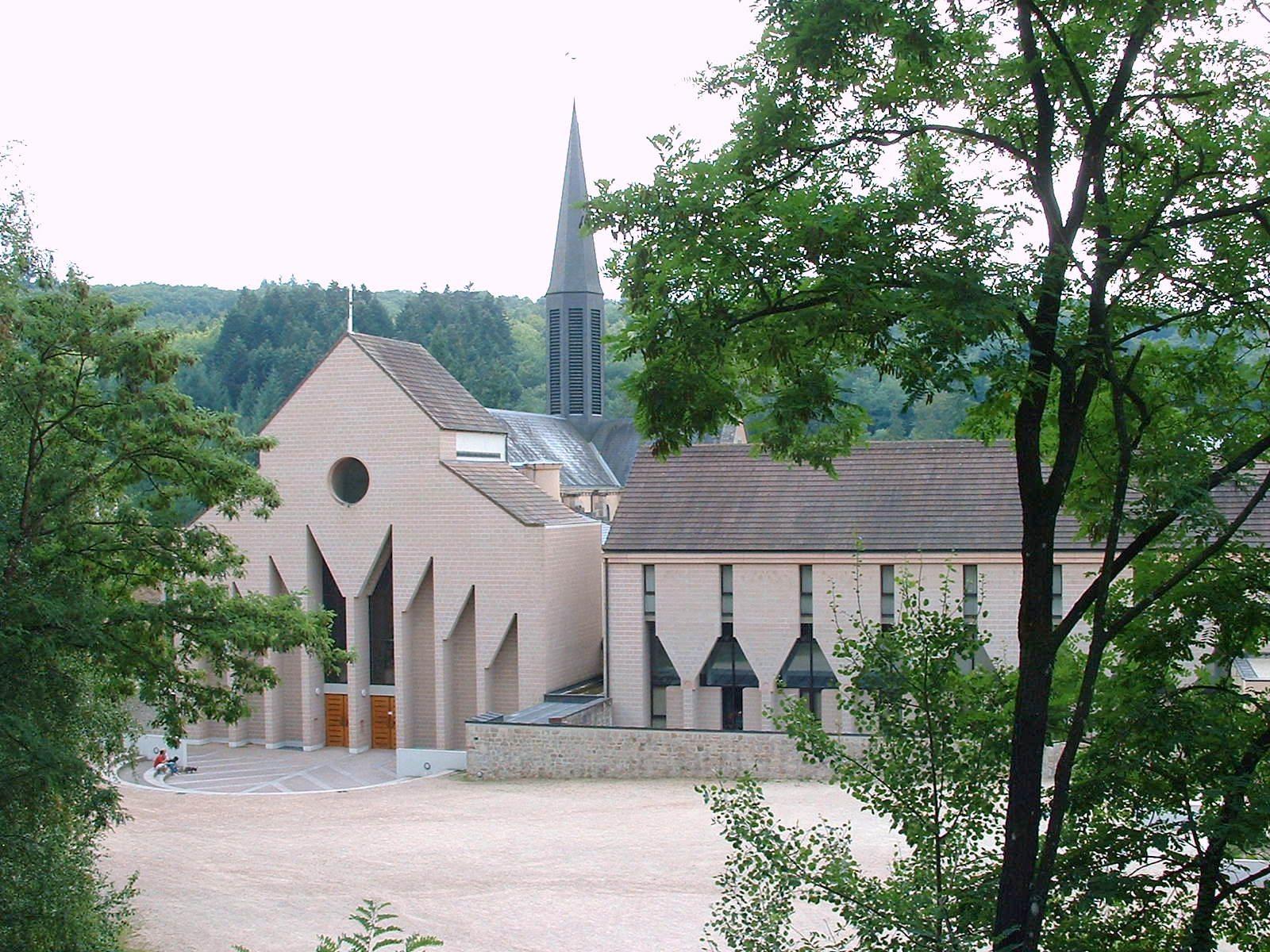
L'église.
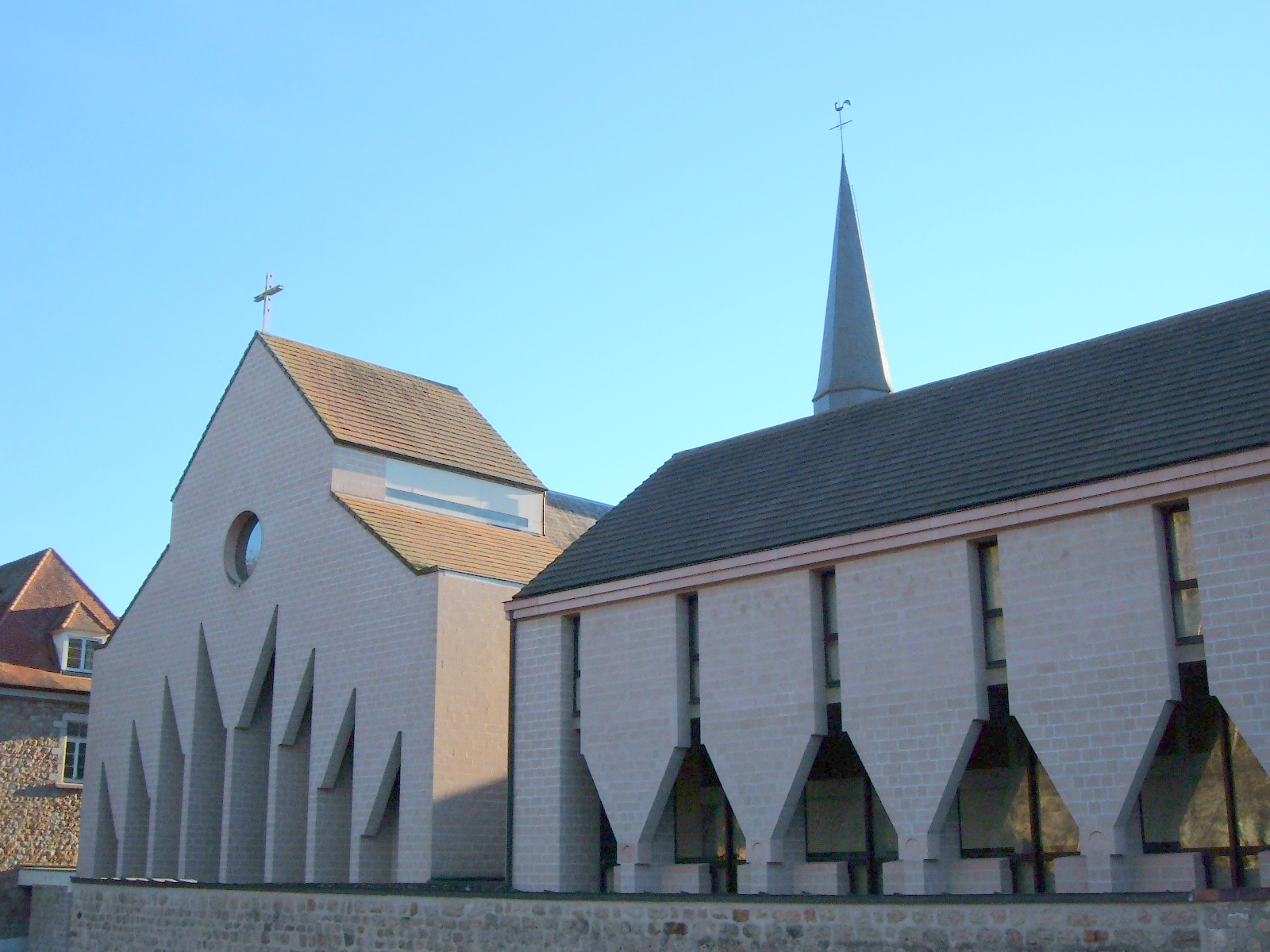
L'église.
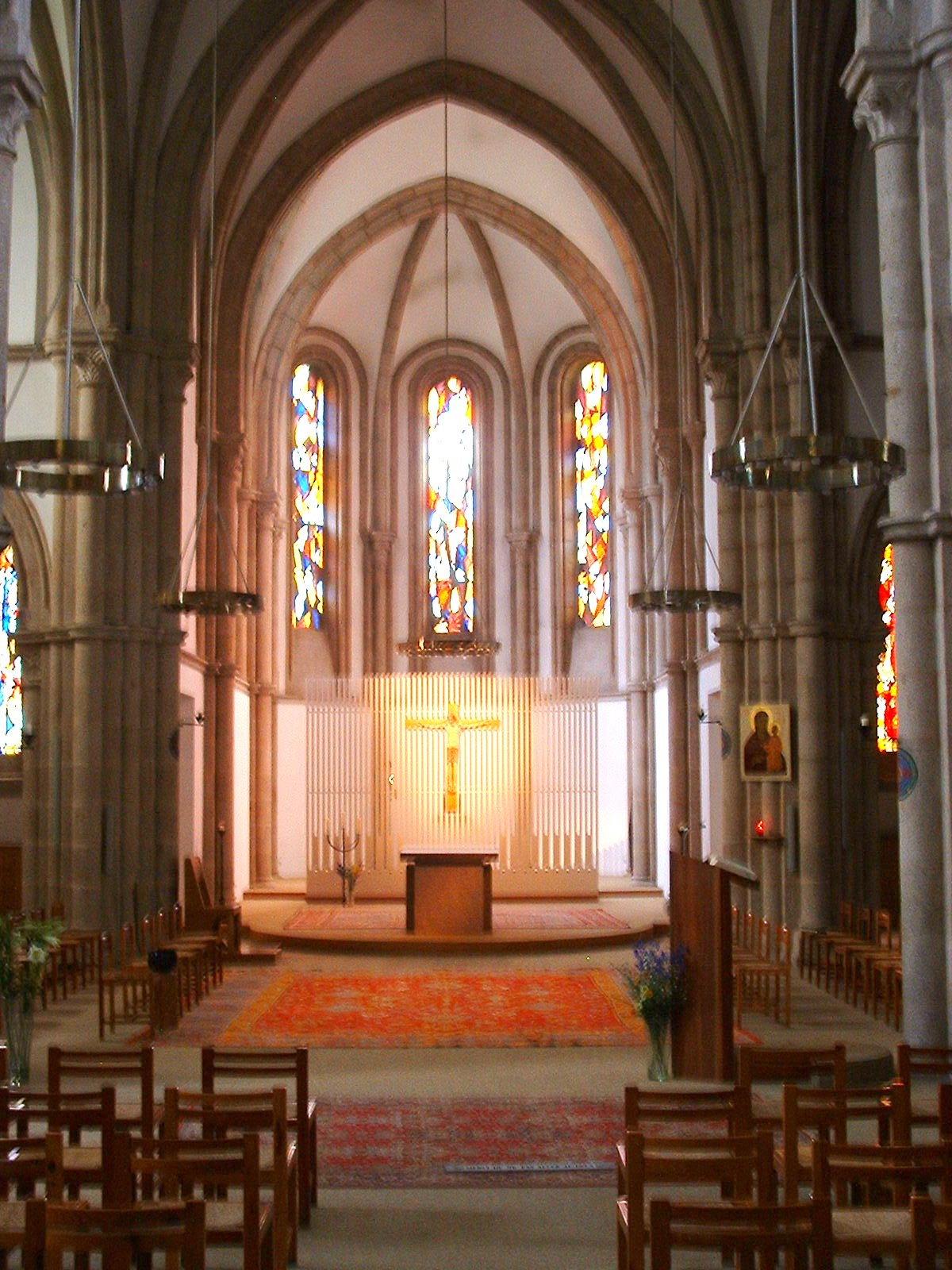
Le chœur.
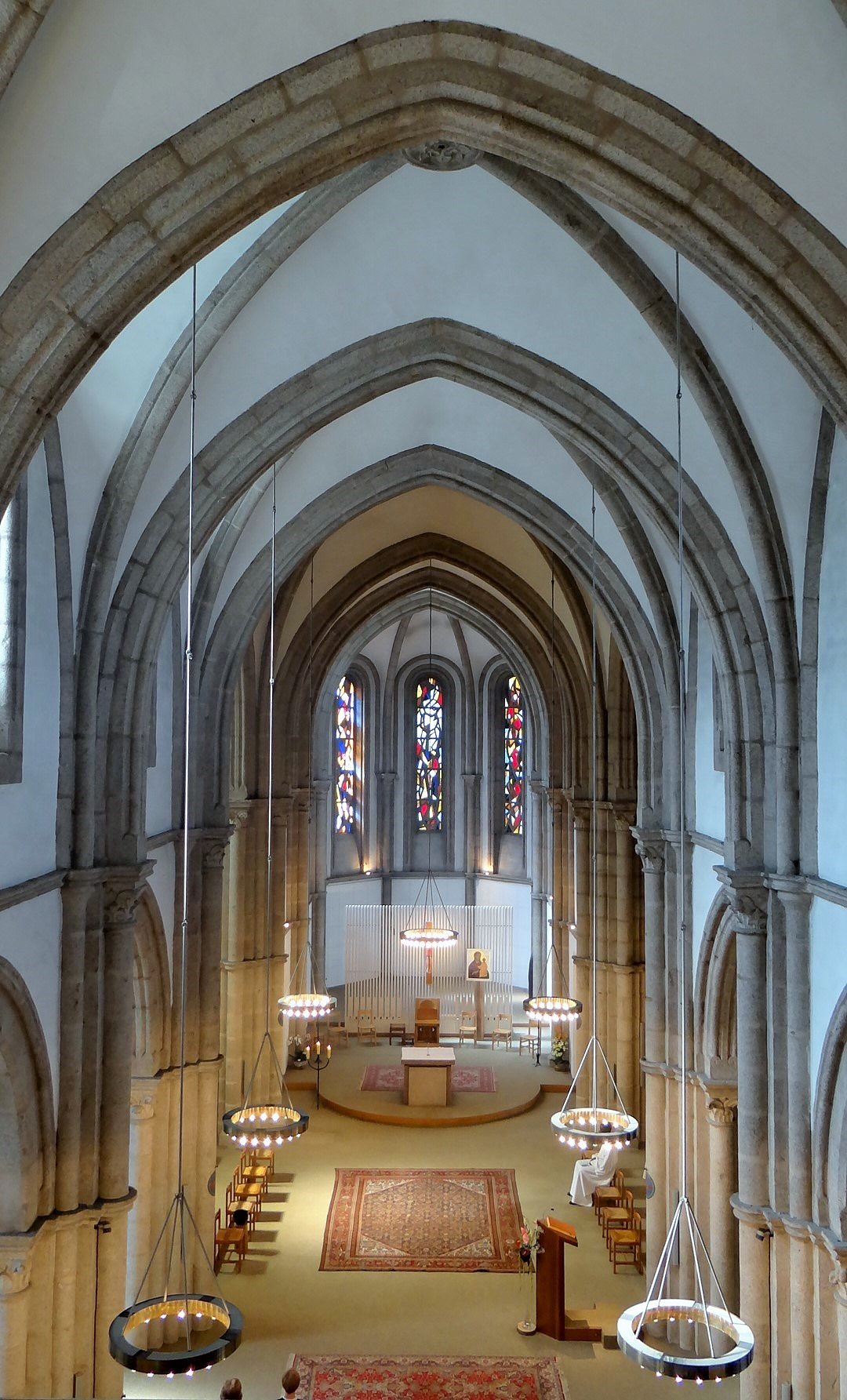
La nef.
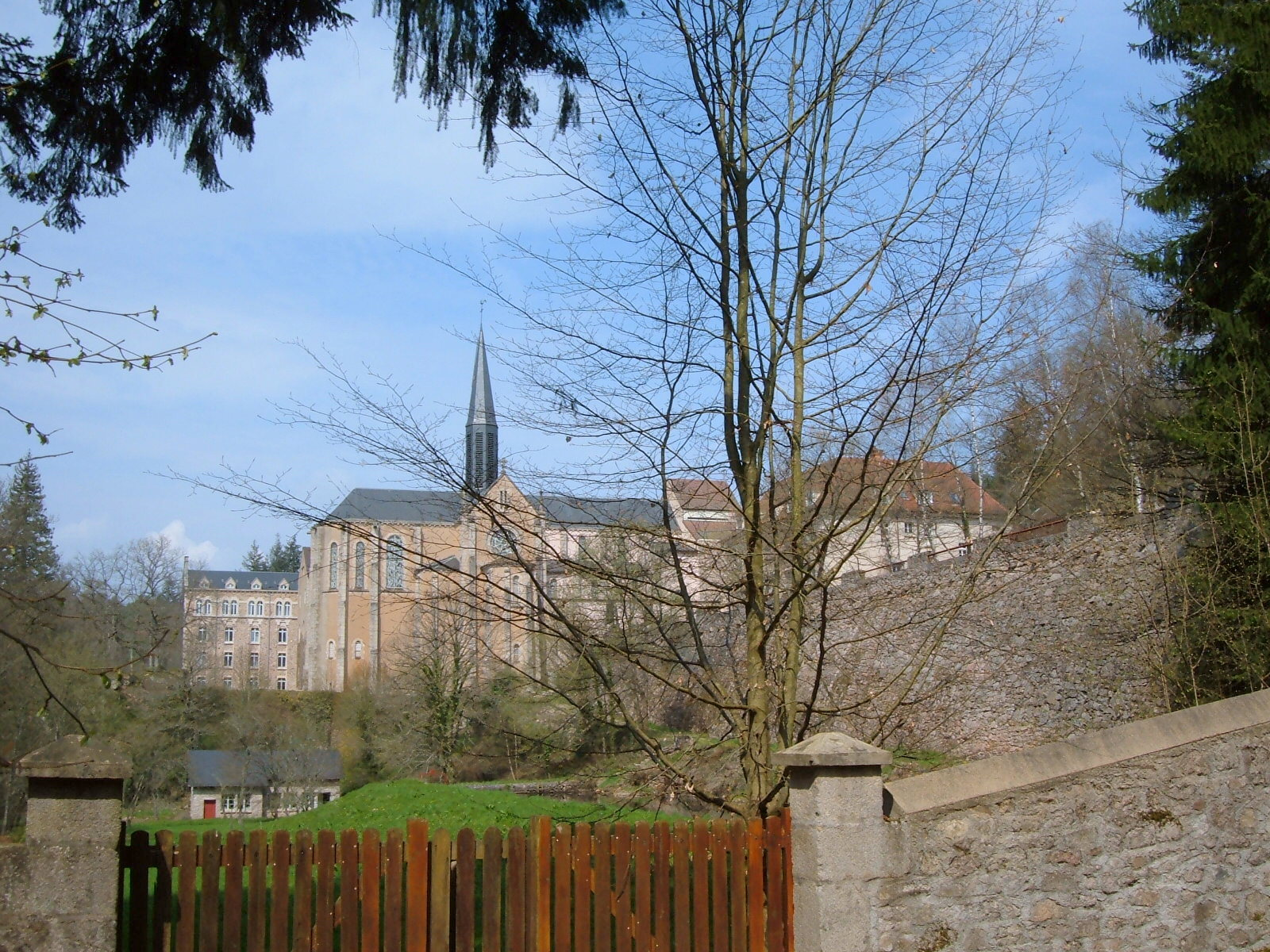
L'église vue depuis le Trinquelin.
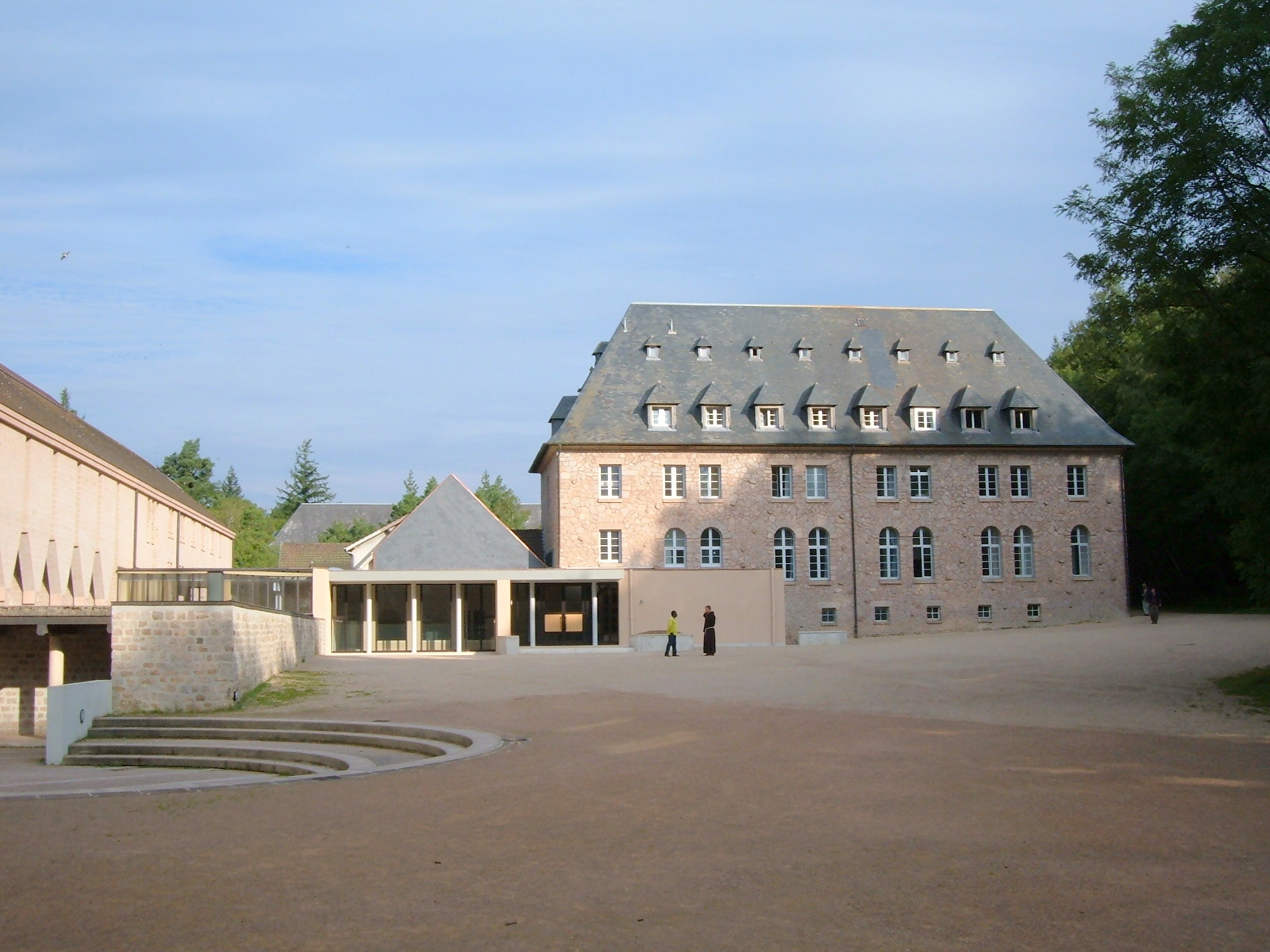
Le réfectoire et l'hôtellerie.
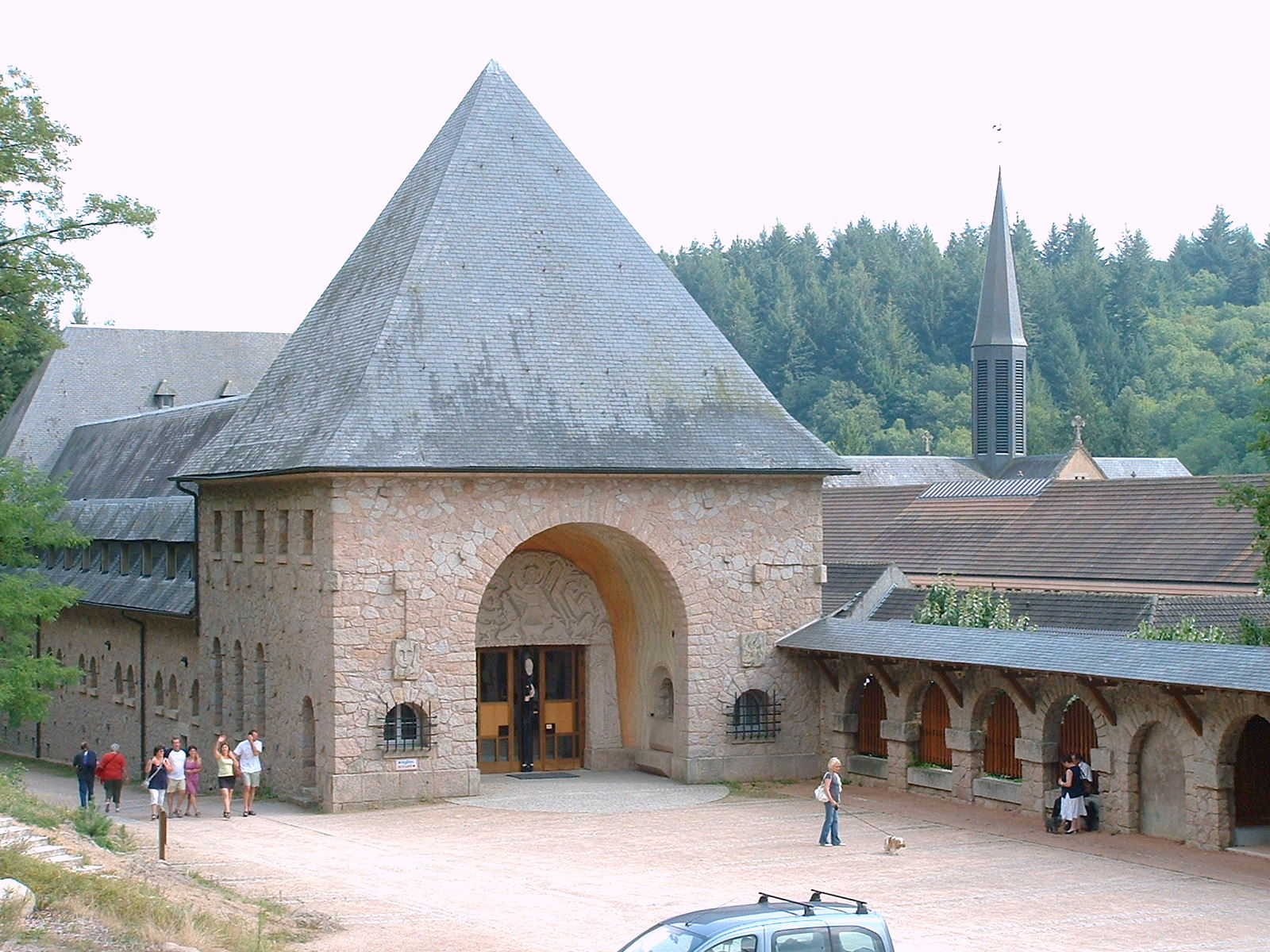
Entrée de l'hôtellerie.
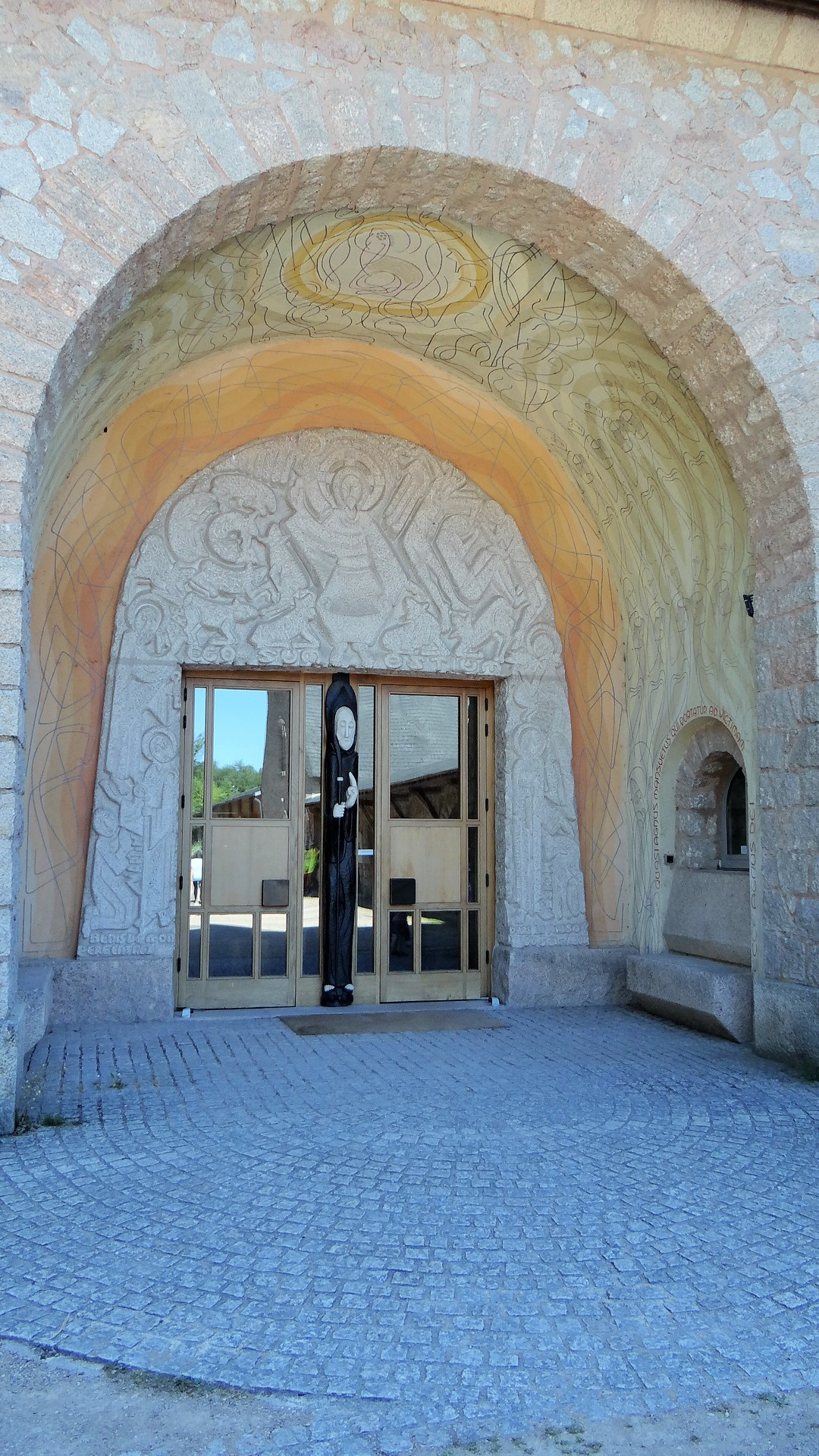
La porterie.
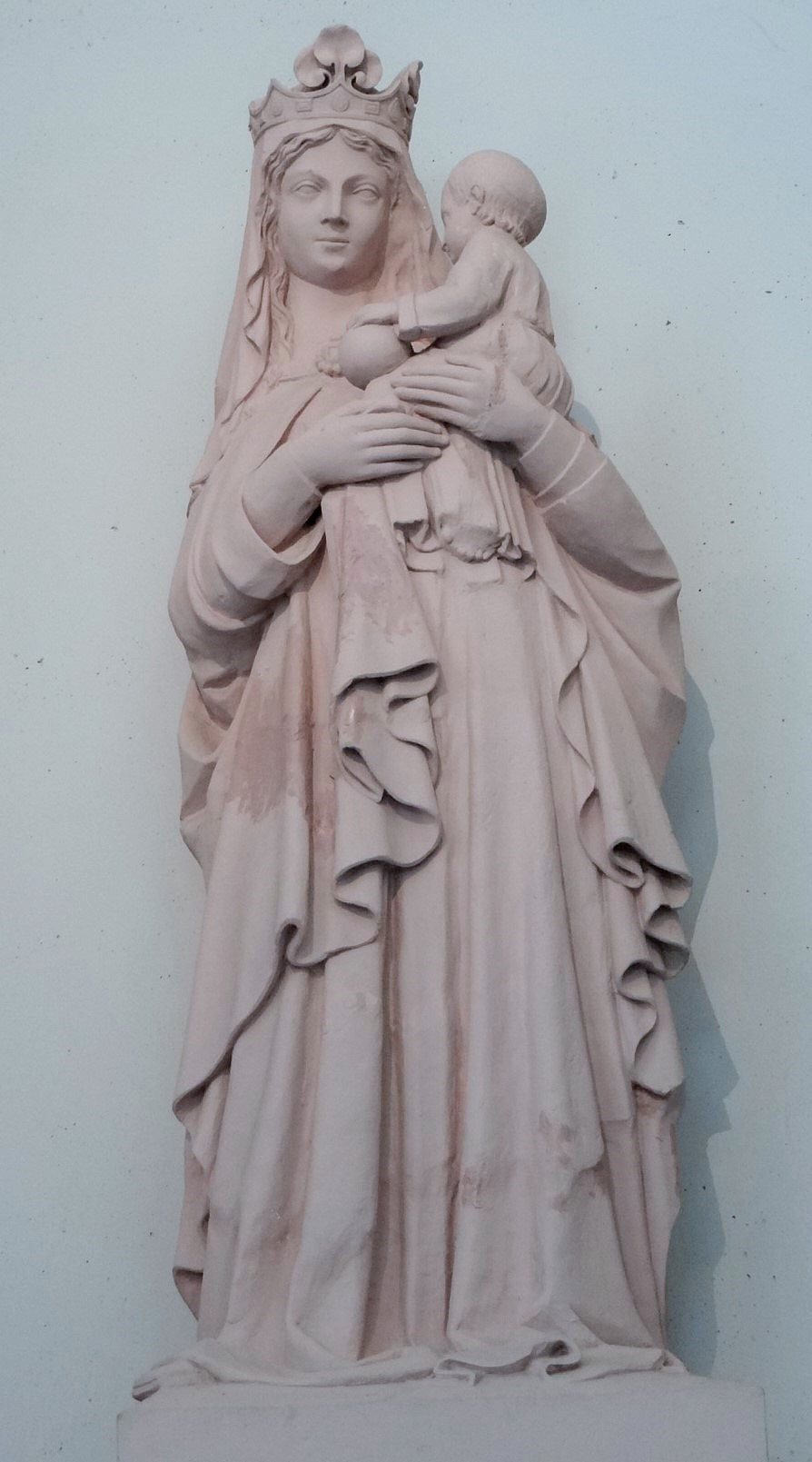
Statue dans le narthex.
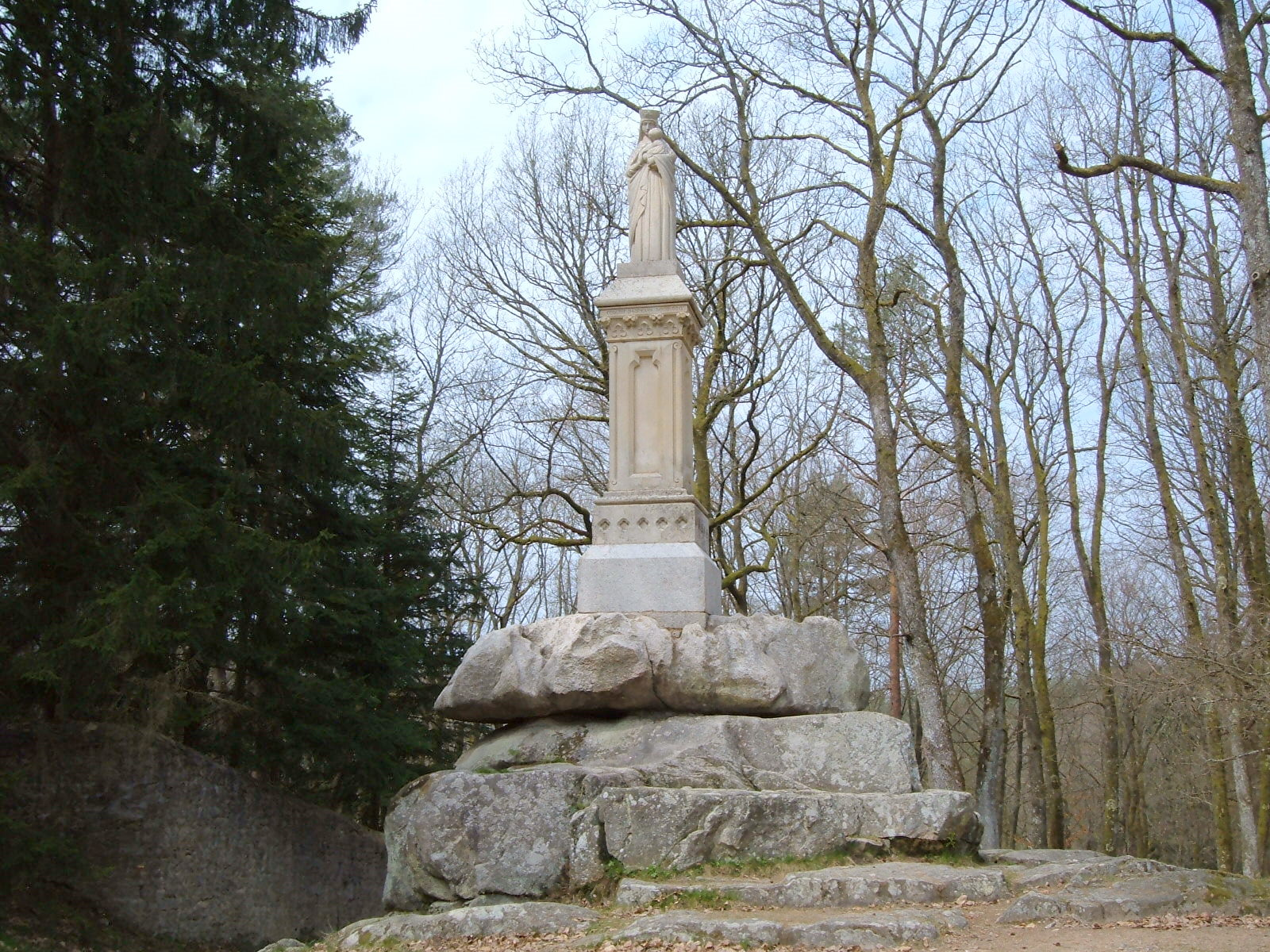
La « pierre-qui-vire » et la statue de la Vierge.
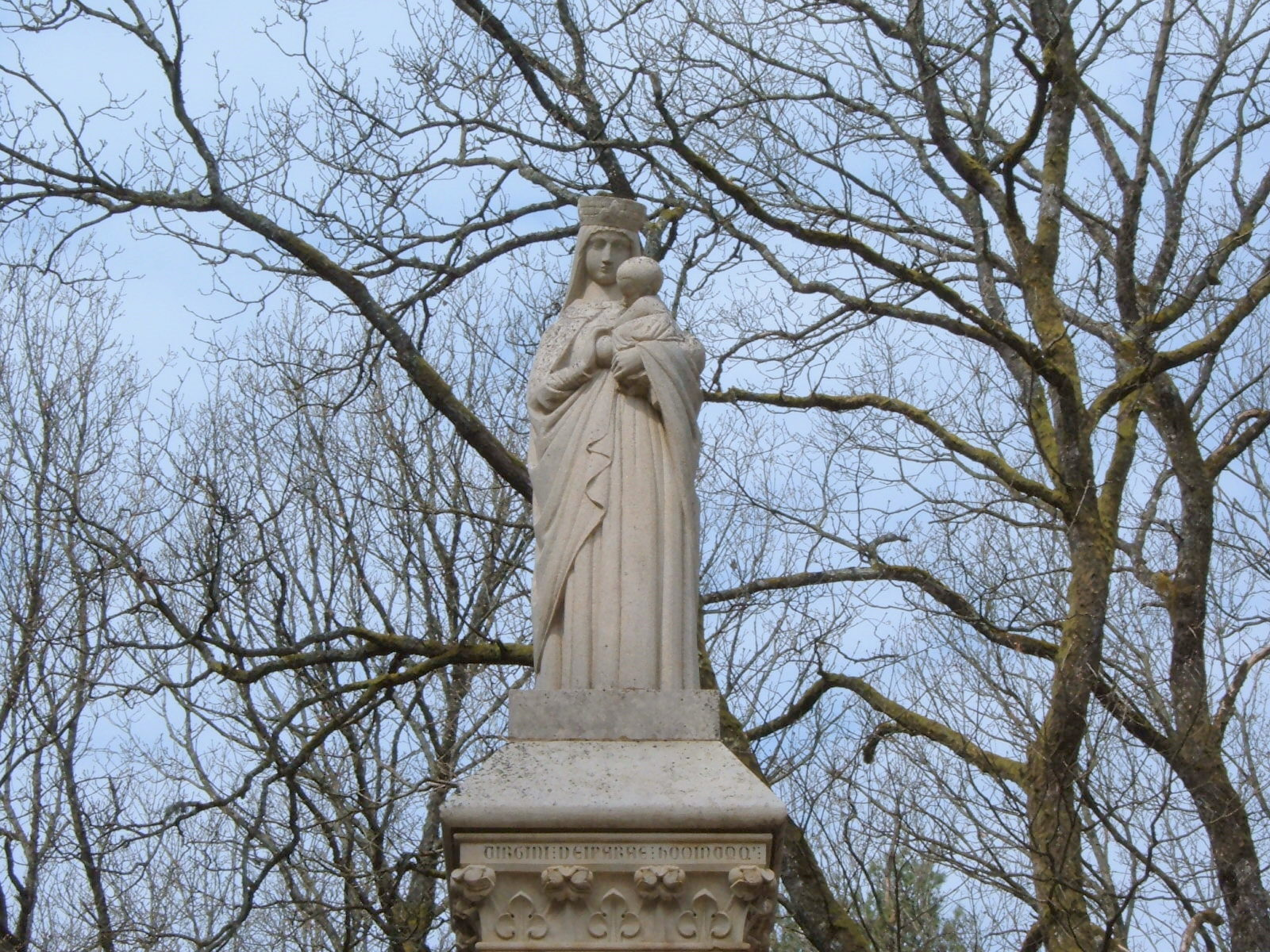
La statue de la Vierge.

## L'abbaye dans la littérature
Les derniers fragments (fragments 26 à 29) du livre Magnus de Sylvie Germain se déroulent à proximité de l'abbaye.
Le protagoniste, Magnus, apprend de frère Jean, un ermite attaché à l'abbaye, à entendre « le souffle infime d'une feuille qui tombe sur fond des divers bruits de la forêt et de la basse continue des ruches. » Après la mort de frère Jean, il laissera aller son ours en peluche dans les eaux vives du Trinquelin.

## Fondations
L'abbaye a donné naissance à plusieurs abbayes en France, aux États-Unis, en Indochine française, au Congo, à Madagascar, etc.
- Abbaye Saint-Grégoire (St. Gregory's) à Shawnee (Oklahoma, États-Unis).
- Monastère de Kerbénéat en Plounéventer (France) en 1878.
- Monastère bénédictin de Kep au Cambodge en 1952, qui fut détruit et fermé en 1975 par les Khmers rouges.

## Homonymie

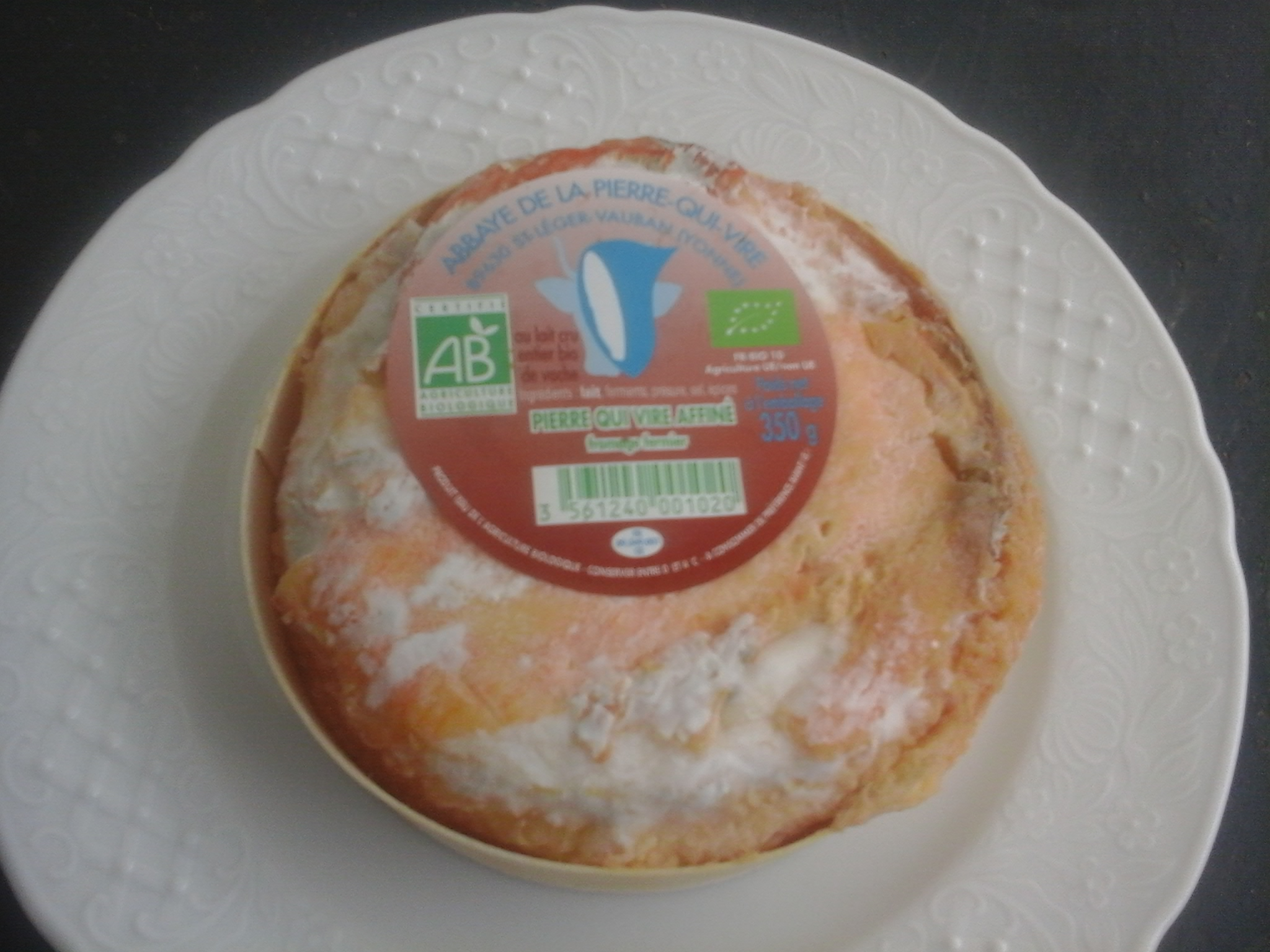
Le fromage de l'abbaye de la Pierre-qui-vire.

L'abbaye de la Pierre-qui-Vire est aussi le nom donné :
- à un fromage du Morvan dont les moines sont à l'origine ;
- aux éditions Zodiaque, collection encyclopédique sur l'art roman en Europe dont les moines sont à l'origine.

### Sources
- Victor Petit, Description des villes et campagnes du département de l'Yonne, 1870, réédition Librairie Voillot, Avallon, 1988
- La Pierre-qui-Vire, réalisé par les Ateliers de la Pierre-qui-Vire, Yonne  (ISBN 978-2-7215-0005-2)
- D. Denis Huerre, Jean-Baptiste Muard, fondateur de la Pierre-qui-Vire, Les presses monastiques, 1978